# Brandenstumpf
Brandenstumpf ist ein Gemeindeteil des Marktes Sparneck im Landkreis Hof (Oberfranken, Bayern). Brandenstumpf liegt in der Gemarkung Sparneck.

## Geografie
Der Weiler liegt im Sparnecker Forst. Es befinden sich dort die Quellen der Förmitz. Ein Anliegerweg führt 600 Meter westlich zur Sparnecker Ortsstraße „Einzelstraße“.

## Geschichte
Von 1797 bis 1810 unterstand Brandenstumpf dem Justiz- und Kammeramt Münchberg. Infolge des Ersten Gemeindeedikts wurde Brandenstumpf dem 1812 gebildeten Steuerdistrikt Hallerstein und der zugleich entstandenen Ruralgemeinde Hallerstein zugeordnet. Am 1. April 1955 wurde Brandenstumpf aus dem Hallersteiner Gemeindegebiet ausgegliedert und dem Markt Sparneck zugeordnet.

### Ehemaliges Baudenkmal
- Haus Nr. 234: Zweigeschossiger, massiver Wohnstallbau, 18./19. Jahrhundert, der Nordgiebel mit Fachwerk.[7]

### Einwohnerentwicklung
| Jahr      | 001856 | 001861 | 001871 | 001885 | 001900 | 001925 | 001950 | 001961 | 001970 | 001987 |
| Einwohner |        | 7      | 6      | 4      | 6      | 3      | 11     | 12     | 13     | 9      |
| Häuser    | 1      |        |        | 1      | 1      | 1      | 2      | 4      |        | 4      |
| Quelle    | [ 9 ]  | [ 10 ] | [ 11 ] | [ 12 ] | [ 13 ] | [ 14 ] | [ 15 ] | [ 16 ] | [ 17 ] | [ 1 ]  |

## Religion
Brandenstumpf ist evangelisch-lutherisch geprägt und war ursprünglich nach St. Maria (Weißdorf) gepfarrt, seit der Eingemeindung nach Sparneck ist die Pfarrei St. Vitus (Sparneck) zuständig.